# Brdce nad Dobrno
Brdce nad Dobrno este o localitate din comuna Dobrna, Slovenia, cu o populație de circa 94 de locuitori.